# Ferrals-les-Corbières
Ferrals-les-Corbières (okzitanisch Ferrals de las Corbièras) ist eine Gemeinde mit 1267 Einwohnern (Stand 1. Januar 2022) in Frankreich. Sie liegt im Département Aude in der Region Okzitanien. Ferrals-les-Corbières ist Teil des Gemeindeverbands Communauté de communes Région Lézignanaise, Corbières et Minervois. 
Die Einwohner der Gemeinde heißen Ferralais.
Ein Teil der landwirtschaftlichen Flächen dient dem Weinbau und die Weinberge liegen innerhalb der geschützten Herkunftsbezeichnung Corbières. 

## Bevölkerungsentwicklung
| Jahr | Einwohner |
| ---- | --------- |
| 1962 | 1053      |
| 1968 | 1080      |
| 1975 | 1057      |
| 1982 | 0972      |
| 1990 | 1019      |
| 1999 | 1004      |
| 1999 | 1181      |